# بوشعيب بوسعود (فلم)
بوشعيب بوسعود فيلم مغربي تلفزيوني من إنتاج القناة الثانية المغربية سنة 2008 للمخرج عبد الكريم الدرقاوي. تدور أحداث هذا الفيلم الكوميدي في مدينة الدار البيضاء حول بوشعيب ابن المدينة القديمة العاطل عن العمل و الفاشل في جل أعماله الذي أنصفته القرعة و حصل على ما يحلم به الكثيرون و هو فرصة الهجرة لـ الولايات المتحدة الأمريكية بطريقة شرعية, ليلتقي أمام مقر القنصلية الأمريكية بفتيحة التي تحلم بدورها في الرحيل لأميركا و الالتحاق بأخيها هناك لتتفق مع بوشعيب على زواج أبيض يخول لها الرحيل برفقته مقابل تكلفها بمصاريف الإقامة بحكم عملها الذي يذر عليها دخلا محترما، فهل ستنجح الخطة.